# Levoča
 Ovo je glavno značenje pojma Levoča. Za okrug pogledajte Okrug Levoča.
Levoča (mađ. Lőcse, njem. Leutschau) je grad u Prešovskom kraju u istočnoj Slovačkoj i upravno središte Okruga Levoča. 
Povijesno središte grada ima romaničke zidine, mnoge renesansne građevine i najviši drveni izrezbareni oltar u Europi koji su 2009. godine upisani na UNESCO – v popis mjesta svjetske baštine u Europi, zajedno sa spomenicima u gradu Spišské Podhradie.

## Zemljopis
Levoča leži na nadmorskoj visini od 570 metara i zauzima površinu od 64,042 km².  Udaljena je od Poprada 25 km zapadno, od Prešova 50 km istočno, od Košica 90 km jugoistočno i od Bratislave 370 km jugozapadno.

## Povijest
Levoča se nalazi u povijesnoj pokrajini Spiš (mađarski: Szepes) koju su u 11. stoljeću osvojili Mađari, a nakon što su je opustošili Mongoli 1241./42., tu se naseljavaju Nijemci. Najsatariji spomen Levoča je iz 1249., a 1317. godine je dobio gradsku kraljevsku povelju.
Kako se nalazio na križanju trgovačkih putova između Poljske i Mađarske, grad je postao bogato trgovačko središte. Od 16. stoljeća do 1922. godine, Levoča je bila upravno središte provincije Spiš. Katastrofalni požari su uništili gotovo sve gotičke građevine 1550. i 1559. godine. Grad se obnavlja u renesansnom stilu (gradska vijećnica, crkva sv. Jakova, knjižnica, ljekarna, škola, dom zdravlja), a tiskara je osnovana 1624. godine. Grad je postao središte reformacije u Slovačkoj, a nakon protu-Habsburgških pobuna u 17. stoljeću počinje propadati. Propast je zajamčena kada je 1871. godine željeznica zaobišla Levoč samo 8 km južnije u naselje Spišská Nová Ves. 
Trianonski sporazum je Levoč predao novoosnovanoj Čehoslovačkoj, a tijekom Drugog svjetskog rata Slovačkoj Republici kada je 981 Židov odveden u koncentracijske logore.
God. 1995. Levoču je posjetio papa Ivan Pavao II. gdje je na obližnjem svetištu, Marijanskom brdu (Mariánska hora), 2 km od središta grada koje se vidi otuda, održao misu za 650.000 hodočasnika.

## Znamenitosti
Stari grad je okružen zidinama a glavna gradska vrata su Vrata Košice iz 15. stoljeća iza kojih se nalazi barokna Crkva sv. Duha i Novi franjevački samostan (1750.).
Gradski Trg majstora Pavla (Námestie Majstra Pavla) okružuju brojne dobro ošuvane kuće gradskog plemstva i tri najvažnija Levočka spomenika: masivna Gradska vijećnica (15. – 17. st.) koja je danas muzej, kupolna luteranska Evanđelistička crkva (1837.) i romanička katolička Crkva. sv. Jakova (Chrám svätého Jakuba) iz 14. stoljeća. Crkva sv. Jakova ima najviši drveni izrezbareni i oslikani gotički oltar u Europi (18.62 m) koji je izrezbario Majstor Pavao oko 1520. godine. Središte trga zauzima veliki metalni "Kavez srama" iz 17. stoljeća koji je služio za javno kažnjavanje zločinaca.
U ulici Kláštorská nalazi se crkva iz 14. stoljeća i ostaci Starog franjevačkog samostana koji je danas osnovna škola. U blizini su i gotička Poljska gradska vrata iz 15. stoljeća.
Od 1806. – 26. mađarski arhitekt Eger Antal Povolny je izgradio Veliku općinsku zgradu u klasicističkom stilu koji je odgovarao starim renesansnim zgradama Levoče i smatra se najljepšom Općinskom zgradom Mađarskog kraljevstva. 
- Kavez srama
- Crkva sv. Jakova
- Oltar majstora Pavla
- Gradska vrata Košice
- Kuća obitelji Thurzo
- Općinska zgrada

## Stanovništvo
| Godina:     | 1993.  | 2003.   | 2013.   | 2023.   |
| ----------- | ------ | ------- | ------- | ------- |
| Broj ljudi: | 13 282 | 14 511  | 14 827  | 13 944  |
| Razlika:    |        | +9,25 % | +2,17 % | -5,95 % |

| Godina:     | 2022.  | 2023.   |
| ----------- | ------ | ------- |
| Broj ljudi: | 14 015 | 13 944  |
| Razlika:    |        | -0,50 % |

Po popisu stanovništva iz 2005. godine grad je imao 14.677 stanovnika.
- Slovaci 87,07%
- Romi 11,20%
- Česi 0,33%
- Rusini 0,31%

Prema vjeroispovijesti najviše je rimokatolika 79,54%, ateista 9,01%, grkokatolika 3,87%,  i luterena 1,61%.

## Gradovi prijatelji
- Litomyšl, Češka
- Stary Sącz, Poljska
- Łańcut, Poljska [7]
- Kalwaria Zebrzydowska, Poljska
- Kestel, Mađarska

## Vanjske poveznice
- Službena stranica grada

### Ostali projekti
|  | Zajednički poslužitelj ima još gradiva o temi Levoča |